# Girls (gruppo musicale)
I Girls sono stati un gruppo musicale indie rock statunitense formatosi a San Francisco (California) nel 2007. La band si è sciolta nel luglio 2012, quando uno dei due componenti, ossia Christopher Owens (l'altro era Chet "JR" White) ha deciso di abbandonare il progetto per dedicarsi alla carriera solista.

## Stile
Lo stile del gruppo è ispirato a quello degli anni sessanta e settanta e a genere come il lo-fi, il surf rock, il rock psichedelico, il country ed il garage rock.

## Storia del gruppo
Owens è nato nel 1979 in Florida da genitori appartenenti alla comunità Bambini di Dio ma è fuggito da adolescente per trasferirsi in Texas e poi in California, dove ha incontrato diversi artisti (tra cui Ariel Pink) e dove ha iniziato a formarsi musicalmente all'interno della band Holy Shit. Dopo l'incontro con Chet "JR" White sono nati i Girls, che hanno subito deciso di registrare nel garage di White. Il primo album è chiamato proprio Album ed è stato distribuito nel settembre 2009. Il disco, giudicato con il voto di 9,1/10, è stato inserito tra i 10 migliori album dell'anno secondo Pitchfork.
Nel 2010 è stato pubblicato l'EP Broken Dreams Club, mentre nelle settimane successive sono stati diffusi i video di alcuni brani appartenenti al secondo album. Father, Son, Holy Ghost è uscito nel settembre 2011. Anche questo disco è stato ottimamente recensito ed ha raggiunto la posizione #37 della Billboard 200.
Il 1º luglio 2012 Owens ha annunciato via Twitter l'addio alla band, che quindi si scioglie ufficialmente in tale data, per dedicarsi alla carriera solista. Owens ha pubblicato il suo album di debutto da solista nel gennaio 2013: si tratta di Lysandre.

## Formazione
- Christopher Owens
- Chet "JR" White

## Discografia

### Album
- 2009 - Album
- 2011 - Father, Son, Holy Ghost

### EP
- 2010 - Broken Dreams Club